# バルントルプ
バルントルプ (ドイツ語: Barntrup, ドイツ語発音: [ˈbarntrʊp] ( 音声ファイル))は、ドイツ連邦共和国ノルトライン＝ヴェストファーレン州デトモルト行政管区リッペ郡に属す市である。

## 地理

### 位置
バルントルプは、オストヴェストファーレン＝リッペ地方、トイトブルクの森/エッゲ山地自然公園内の、リッペ郡東部に位置する。その東の市境はニーダーザクセン州ハーメルン＝ピルモント郡と接している。本市の中心街は、ブロムベルクの中心街から約 5.5 km 北北東、デトモルトからは東北東に約 17 km （ともに直線距離）の距離にある。バルントルプ中心街の南東でベーガ川が湧出し、市域を西に向かって流れる。東部には北東方向に流れるグリーセバッハ川があり、アルファーディッセン地区ではエクスター川が北に向かって流れ去る。
市域の起伏は、強く波打っており、山と盆地が小刻みに交互に現れる。バルントルプの最高地点は市域南部の海抜 330 m の地点である。これはブロムベルクの町域内にあたるベッカーベルクの山頂から数 m 離れた場所である。最低地点はベーガ川が市域から離れる海抜 152 m の地点である。

### 地質学
バルントルプの市域は、リッペのコイパー地域に属し、2億4千万年前から 2億1千万年前の海や川で形成された堆積岩の上にある。
本市の厚さ 600 m に及ぶ地盤は、かつてのムシェルカルク の海に堆積した、主に石灰岩と一部は泥灰岩及び苦灰岩から成っている。この地盤が地質活動に伴って隆起し、鞍部と盆地を形成した。この石灰岩の中からしばしば、頭足類やウミユリ綱といった水棲動物の化石が見つかる。
地盤の深い場所は、ブンター統や古生代の岩盤でできている。市内には、水による石灰岩の化学的崩壊によって生じた陥没が珍しくない。
ベーガ川、グリーセバッハ川、エクスター川、あるいはウーレ川の谷は、氷河時代の岩や、黄土、砂、礫で覆われた地盤である。

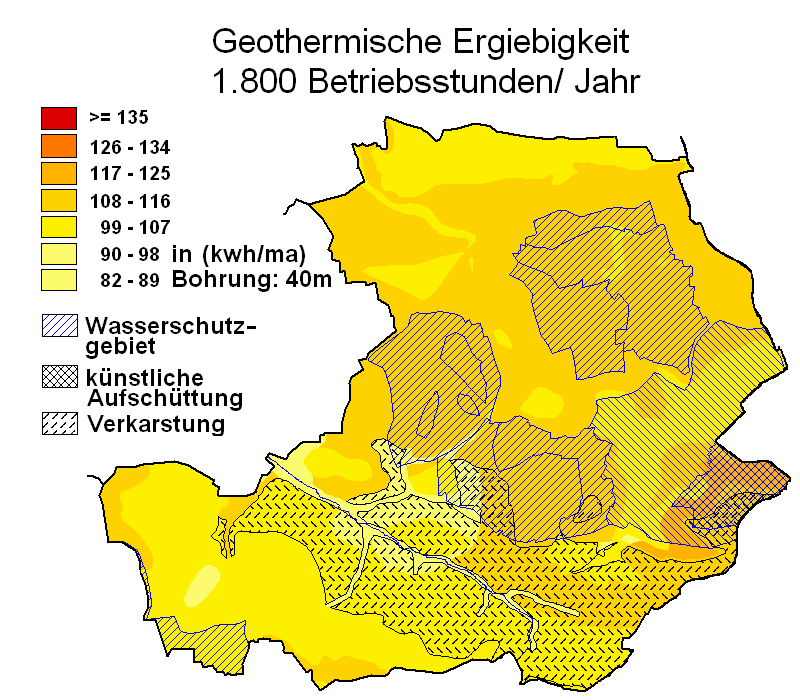
バルントルプの地熱分布

市内の飲料水供給にとってムシェルカルク後期の一部カルスト化した石灰岩は重要な意味を持つ。飲料水は他の岩からもわずかしか得られない。バルントルプの東、アルファーディッセンの南東に、割栗石や豆砕石を採取するための石灰岩採石場が2つある。市域の半分以上は農業に利用されている。ここ実り豊かな土地である。ムシェルカルクの岩から褐色土やレンジナが生成される。コイパーの岩からはローム質の褐色土が生成される。全ての土壌は何千年もの間幅広く利用され、谷は強く浸食された。流れ込む土は乾いた谷や溝に見られ、崩壊土として押し流されてくる。強い浸食作用のために北リッペの森は16世紀から全滅の危機に瀕しているのは、利用過剰に原因がある。
バルントルプは地熱ゾンデや地熱ポンプを用いた地熱源の利用について良好、あるいは大変良好に適している（右図参照）。

### 市域の広がりと土地利用
「小都市」に分類される本市の面積は、59.46 km2 である。市の東西軸の最大長は約 11 km、南北軸のそれは約 9 km である。以下に2012年12月31日現在の土地利用の詳細を示す。
| 用途別面積 | 農業用地 | 森林   | 宅地、空地、 産業用地 | 交通用地 | 水面  | スポーツ ・緑地 | その他の用地 |
| ---------- | -------- | ------ | --------------------- | -------- | ----- | --------------- | ------------ |
| 面積 (km2) | 33.95    | 17.71  | 3.71                  | 2.73     | 0.26  | 0.51            | 0.58         |
| 占有率     | 57.1 %   | 29.8 % | 6.2 %                 | 4.6 %    | 0.4 % | 0.9 %           | 1.0 %        |

### 隣接する市町村
本市は北から時計回りに以下の市町村と境を接している: エクスタータール、エルツェン、バート・ピルモント、ブロムベルク、デーレントルプ。エルツェンとバート・ピルモントはニーダーザクセン州ハーメルン＝ピルモント郡、他はバルントルプ自身を含めいずれもリッペ郡に属す。

### 市の構成
| 地区                 | 地区        | 人口（人） 1 | 地図2 |
| -------------------- | ----------- | ------------ | ----- |
| バルントルプ         | Barntrup    | 5,884        |       |
| アルファーディッセン | Alverdissen | 1,724        |       |
| ゼルベック           | Selbeck     | 390          |       |
| ゾンマーゼル         | Sommersell  | 380          |       |
| ゾンネボルン         | Sonneborn   | 1,046        |       |
| その他の集落         |             |              |       |
| シュトルフトルプ     | Struchtrup  | Struchtrup   |       |
| メンヒスホーフ       | Mönchshof   | Mönchshof    |       |
| ベントルプ           | Bentrup     | Bentrup      |       |
| ローテ・クーレ       | Rote Kuhle  | Rote Kuhle   |       |

1 2010年6月1日現在
2 かつて独立した町村であったベーガとシェーンハーゲンがバルントルプの地区であるかどうかは明確でない。

### 気候
バルントルプの気象データは、利用可能なものはない。以下に示すのは、気温と日照データは約 13 km 離れたシーダー＝シュヴァーレンベルク、降水量データはエクスタータール（マイアーベルク測候所、約 15 km 離れている）のデータである。
バルントルプはおおむね中央ヨーロッパ気候帯に属し、亜大西洋海洋性気候の地域に位置する。冬は大西洋の影響で穏やかで、夏はかなり暑い。年間平均気温は約 8 – 9 ℃程度である。
亜大西洋海洋性気候に属すことで、年間を通してほぼ均一に降水がある湿った気候である。シーダー測候所における年間降水量の長期平均値は 867 mm である。
| 気温/日照時間: シーダー＝シュヴァーレンベルク、降水量: エクスタータール＝マイアーベルク（1961年 - 1990年）の気候 | 気温/日照時間: シーダー＝シュヴァーレンベルク、降水量: エクスタータール＝マイアーベルク（1961年 - 1990年）の気候 | 気温/日照時間: シーダー＝シュヴァーレンベルク、降水量: エクスタータール＝マイアーベルク（1961年 - 1990年）の気候 | 気温/日照時間: シーダー＝シュヴァーレンベルク、降水量: エクスタータール＝マイアーベルク（1961年 - 1990年）の気候 | 気温/日照時間: シーダー＝シュヴァーレンベルク、降水量: エクスタータール＝マイアーベルク（1961年 - 1990年）の気候 | 気温/日照時間: シーダー＝シュヴァーレンベルク、降水量: エクスタータール＝マイアーベルク（1961年 - 1990年）の気候 | 気温/日照時間: シーダー＝シュヴァーレンベルク、降水量: エクスタータール＝マイアーベルク（1961年 - 1990年）の気候 | 気温/日照時間: シーダー＝シュヴァーレンベルク、降水量: エクスタータール＝マイアーベルク（1961年 - 1990年）の気候 | 気温/日照時間: シーダー＝シュヴァーレンベルク、降水量: エクスタータール＝マイアーベルク（1961年 - 1990年）の気候 | 気温/日照時間: シーダー＝シュヴァーレンベルク、降水量: エクスタータール＝マイアーベルク（1961年 - 1990年）の気候 | 気温/日照時間: シーダー＝シュヴァーレンベルク、降水量: エクスタータール＝マイアーベルク（1961年 - 1990年）の気候 | 気温/日照時間: シーダー＝シュヴァーレンベルク、降水量: エクスタータール＝マイアーベルク（1961年 - 1990年）の気候 | 気温/日照時間: シーダー＝シュヴァーレンベルク、降水量: エクスタータール＝マイアーベルク（1961年 - 1990年）の気候 | 気温/日照時間: シーダー＝シュヴァーレンベルク、降水量: エクスタータール＝マイアーベルク（1961年 - 1990年）の気候 |
| 月 | 1月 | 2月 | 3月 | 4月 | 5月 | 6月 | 7月 | 8月 | 9月 | 10月 | 11月 | 12月 | 年 |
| --- | --- | --- | --- | --- | --- | --- | --- | --- | --- | --- | --- | --- | --- |
| 日平均気温 °C （°F）                                                                                             | 0.4 (32.7) | 0.9 (33.6) | 3.9 (39) | 7.6 (45.7) | 12.3 (54.1) | 15.4 (59.7) | 16.8 (62.2) | 16.5 (61.7) | 13.3 (55.9) | 9.5 (49.1) | 4.6 (40.3) | 1.6 (34.9) | 8.6 (47.5) |
| 降水量 mm （inch）                                                                                               | 73.7 (2.902) | 51.5 (2.028) | 64.4 (2.535) | 64.3 (2.531) | 72.9 (2.87) | 87.4 (3.441) | 76.1 (2.996) | 73.7 (2.902) | 67.4 (2.654) | 56.6 (2.228) | 72.8 (2.866) | 85.2 (3.354) | 846 (33.31) |
| 平均月間日照時間                                                                                                 | 27.7 | 53.7 | 97.1 | 139.6 | 189.7 | 184.5 | 179.4 | 183.1 | 124.6 | 90.3 | 33.2 | 20.8 | 1,323.7 |
| 出典：ドイツ気象庁 (DWD):                                                                                        | | | | | | | | | | | | | |

## 歴史
本市周辺地域における最も古い定住の痕跡は、「フレットホルツ」の墳墓に対する考古学調査により発見された中石器時代後期の出土品によって示されている。出土品の複製は、ハクトハウゼン基礎課程学校のショーケース内に展示されている（手斧と石斧）。出土した実物は、デトモルトのリッペ州立博物館にある。「ヘルボルン」地区の高台や「ガッフェルベルク」の峠には青銅器時代の墳墓がある。
バルントルプとアルファーディッセンは、シュテルンベルク伯によって市が設立された。1220年にこの地域はシュヴァーレンベルク伯の支配地域から分離された。バルントルプは元々「Barendorf」（バーレンドルフ）と呼ばれており、古い定住地としてシュラートヴェーク沿いに位置していた。現存する古い土地台帳には「Aule Kerke」と記載されている。東から西に向かってベーガ川上流域の谷につきだした尾根「トルネスベルク」に、1317年から1359年の間に新しいBerninctorp が建設された。これは、189 m の尾根の最高地点に入植地として計画的に建設され、そのドライシュトラーセンシステム（3本の道路を基本骨格とする都市システム）により、現在のバルントルプの古い中心部を形成した。1376年にバルントルプはシュテルンベルク伯ハインリヒ5世により都市権を授けられた。
バルントルプでは、1657年から1660年の魔女狩りの時代に、10回の魔女裁判が行われた。最初の犠牲者は、クラーレン・デュフェルスで、1657年10月26日に剣によって処刑され、焼き払われた。
1836年にバルントルプは2度目の都市権を、当時のリッペ君主から与えられた。この街は、合計7回、大火に見舞われた。最も被害が大きかったのは、1858年6月30日の火事で、合計50棟の建物が焼失した。これにより、全戸の 1/3 が失われたのである。
1896年にラーゲからハーメルンに至るベーガタール鉄道が開通したことで、バルントルプは鉄道網に結ばれた。レムゴーからの区間は1980年9月に旅客運行が廃止された。レムゴーからバルントルプまでの区間は再開が計画されたが、長期間延期となった。バルントルプからハーメルンまでの区間は撤去された。1920年代末にもう一つの路線、リンテルンまでのエクスタータール鉄道が開通した。リンテルンとバルントルプ＝アルファーディッセンとの間の区間は現在、軌道自転車が設置されている。

### 市町村合併
「レムゴー郡の新設に関する法律」（レムゴー法）により、1969年1月1日にバルントルプ市とゼルベック、ゾンマーゼル、ゾンネボルン、およびアルファーディッセンの大部分が合併して新たな都市バルントルプが成立した。デーレントルプとなったベーガとフンフェルト、エクスタータールに併合されたシェーンハーゲンからは、かなりの部分がバルントルプに編入された。
かつてのレムゴー郡とデトモルト郡との合併を定めたビーレフェルト法に基づき、1973年1月1日以降、本市は新設されたリッペ郡に属している。

## 住民

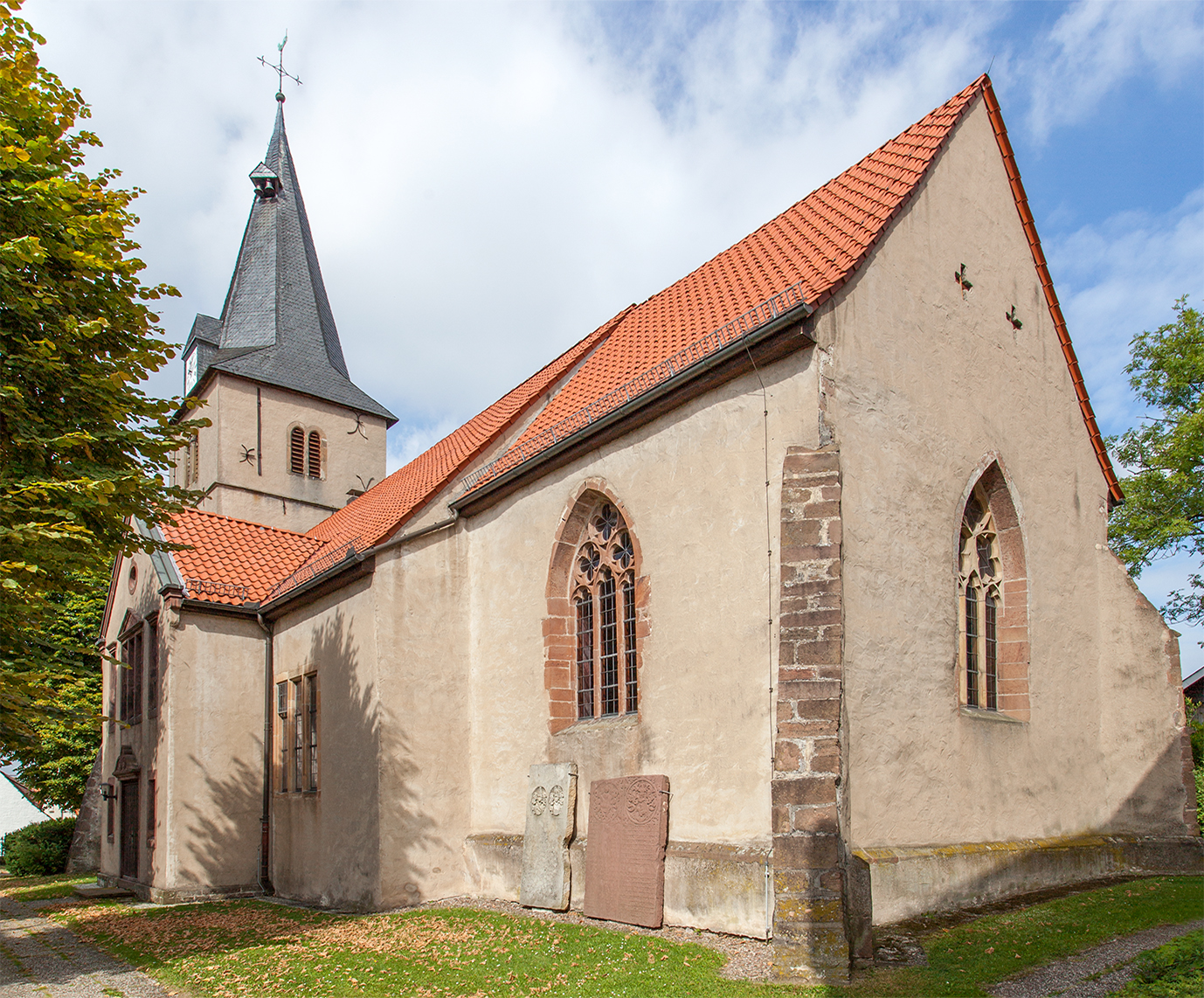
バルントルプの福音主義改革派教会

### 宗教
バルントルプには、バルントルプ西、バルントルプ東、アルファーディッセン/ゾンネボルンの 3つの福音主義改革派教会がある。
1940年以降、バルントルプには聖ペーター・パウル教会という名称のローマ・カトリックの教区がある。この教会は、ハーメルナー通りにある。
この他に 2つの福音主義自由教会がある。また、イム・ケルバータール通りのメノナイト教団に属す組織が 2つ、ジュート通りには新しいバプテスト教会がある。
新使徒派教会の組織は、1963年から2006年まで存在していた。この組織は信者数の減少により閉鎖された。残っていた信者は隣接するエクスタータールの組織に編入された。
宗教分布を知る手がかりの一つが、バルントルプの学生に対する所属宗教団体の調査である。これによれば、2006/2007の学年で、68.5 % の学生が福音主義、7.5 % がカトリック、2.4 % がイスラム教に属した。6.1 % はその他の宗教団体に属し、15.5 % は無宗教であった。
宗教改革の政治的・宗教的効果により、リッペの他のアムトや市町村と同様に、バルントルプでは約 400 年の間カトリックは禁止されていた。最初にカトリックの神事が再開されたのは1940年になってからであった。第二次世界大戦を機にカトリックの司牧会が組織され、難民、旧ドイツ東部領土から追放された人々、戦争被害者を支援した。1940年代には、福音主義改革派教会内（たとえば堅信堂など）でカトリックの神事が行われていた。故郷を逐われた人や難民の増加により、ブレスラウからトマラ神父がバルトルムに招聘され、カトリック教会の建設に携わった。1952年、ハーメルナー通りに建設する計画が策定された。1964年のクリスマスに、400年の時代を経て、バルントルプのカトリック教会の鐘が再び打ち鳴らされた。この鐘は、ニーダーバイエルンのカイケンリートから贈られたものである。1988年に新しい司祭館が完成し、1996年にはエクスタータールのベージングフェルト地区にまで教会区が拡大された。
バルントルプのかつてのユダヤ教会は、1840年に設立され、1936年まで存続していた。現在は、ハーゲン通りのユダヤ人墓地が保護文化財となっている。

### 人口推移
以下の表にバルントルプ市の人口推移を示す。1975年以降は、州のデータ管理・統計局の公式な発表値である。
| 年              | 人口（人） |
| --------------- | ---------- |
| 1969 (1月1日)   | 8,585      |
| 1974 (6月30日)  | 8,891      |
| 1975 (12月31日) | 8,851      |
| 1980 (12月31日) | 8,742      |
| 1985 (12月31日) | 8,761      |
| 1987 (5月25日)  | 8,429      |
| 1990 (12月31日) | 8,989      |

| 年              | 人口（人） |
| --------------- | ---------- |
| 1995 (12月31日) | 9,616      |
| 2000 (12月31日) | 9,774      |
| 2005 (12月31日) | 9,431      |
| 2010 (12月31日) | 8,910      |
| 2012 (12月31日) | 8,918      |

外国人比率は 3.25 % でドイツ平均を大きく下回る。定住している外国人は、主にオランダ人やトルコ人である。
バーテルマン財団の人口予測によれば、バルントルプの人口は 2020年までに 2009年に比べて約 10.4 % 減少するとされている。

## 行政

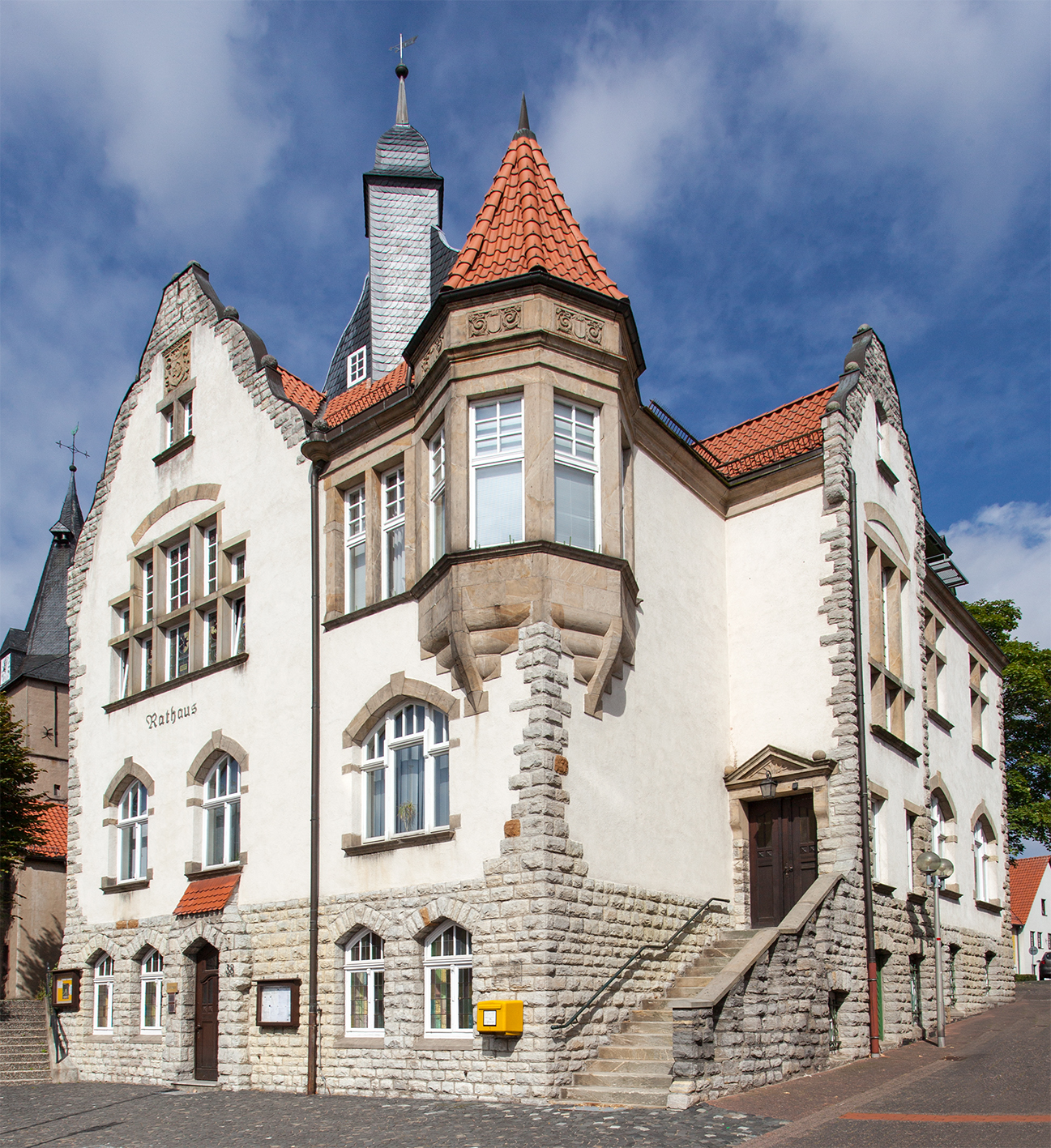
バルントルプ市役所

バルントルプは、州議会選挙では リッペ II区、連邦議会選挙では リッペ I区に属す。

### 市議会
バルントルプの市議会は、28議席からなる。

### 首長
ボリス・オルトマイアー（無所属）は、2020年の市長選挙で 78.86 % の支持票を獲得してバルントルプの市長に選出された。
| 在職年      | 名前                                           | 名前                         | 所属   |
| ----------- | ---------------------------------------------- | ---------------------------- | ------ |
| 1961 – 1975 | ヨーゼフ・ホフマン                             | Josef Hoffmanns              | SPD    |
| 1975 – 1979 | オットー＝フリードリヒ・フォン・シェーンベルク | Otto-Friedrich von Schönberg | CDU    |
| 1979 – 1999 | パウル・ハルフ                                 | Paul Harff                   | SPD    |
| 1999 – 2014 | ヘルベルト・ダーレ                             | Herbert Dahle                | SPD    |
| 2014 – 2020 | ユルゲン・シェル                               | Jürgen Schell                | 無所属 |
| 2020 -      | ボリス・オルトマイアー                         | Borris Ortmeier              | 無所属 |

### 紋章
バルントルプ市は、1971年1月27日にデトモルトの行政管区長官の書面により、紋章、旗、幟を使用する権利を承認された。
紋章の図柄
金地（黄地）と銀地に左右二分割。向かって左には赤い 8本の突起を持つ星が半分、向かって右には金の蘂と萼をもつ 5弁の赤い薔薇が半分、それぞれ中央線で分割される形で描かれている。
旗と幟
旗は、赤地と金地（黄地） 1:1 に横向きに分割されており、旗竿寄りに市の紋章が描かれている。
幟は、赤地と金地（黄地） 1:1 に長軸に沿って分割されており、上部 1/3 に市の紋章が描かれている。
紋章は、2つの存在する紋章を組み合わせたものである。金地に 8つの突起がある星は、バルントルプを創設したシュテルンベルク伯の紋章である。5弁のバラはバルントルプが属したリッペ州の紋章であった。

### 姉妹都市
バルントルプには姉妹都市はない。ギムナジウムは、イングランド、ハンバーサイドの 2つの学校と姉妹校提携を結んでいる。1997年以降、9学年と11学年の生徒はクラス交流・学年交流で接触している。もう一つの姉妹校がフランスのル・ランシーにある。バルントルプの上級学年は、ポーランド、オワヴァの姉妹校と交換留学の制度を設けている。このギムナジウムの上級学年は、職業・手工業学校と姉妹校になっている。

## 文化と見所

### 演劇
リラ・ビューネは移動人形劇団である。この劇団は1980年代の初めから存在している。バルントルプ・アマチュア劇団は1966年から存在しており、1月と2月にバルントルプ・テアターで公演を行う。3月にはこの劇団は他の都市で客演を行っている。
その他の演劇については、デトモルト州立劇場やビーレフェルト劇場へ出かけなければならない。

### 博物館
アルファーディッセン郷土博物館はアルファーディッセンの文化郷土史を紹介している。見所は歴史的な道具や器具、地元の動物標本の他、化石や、鉱物、化石化したウミユリなどである。これは、アルファーディッセン採石場で発掘された、この種のものとしては世界的に最も見事な化石である。

### 音楽
バルントルプには、3つのブラスアンサンブル、1つの少年ファンファーレ隊、マンドリンオーケストラ、ブラスバンド、リッパーラント＝オーケストラおよび3つの男声合唱団、3つの教会合唱団、それに市民大学の室内合唱団がある。市立ギムナジウムの上級学年合唱団は、2013年に州のコンクール「ユーゲント・ジングト」で金メダルを獲得した。
バルントルプの基礎課程学校には音楽学校もある。

### 建造物
バルントルプ福音派教会、かつての聖マリア教会は、1317年に創設された。長堂のヴォールトは、1636年の火災によって塔が一部崩壊したために破壊された。1638年に、身廊の広範囲な新築工事がなされた。福音主義改革派の教区教会の講壇と2階席は、17世紀後半に設置された。

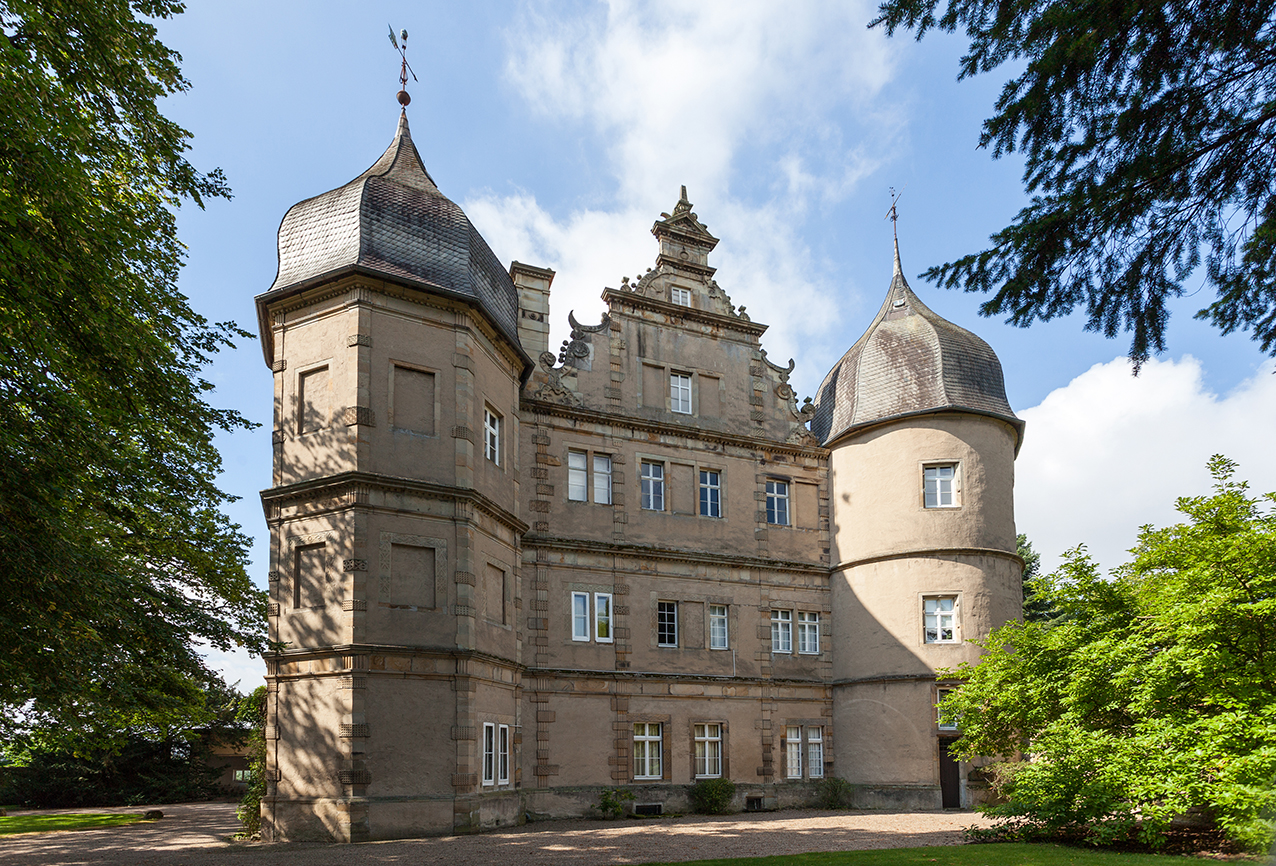
ケルセンブロックシェス城

ケルセンブロックシェス城。この建物の施主はアンナ・フォン・カンシュタインである。彼女は、1567年に31歳で傭兵隊長フランツ・フォン・ケルセンブロック（1520年 - 1576年）と結婚した。夫の逝去直後から彼女は、既に存在していた役所から遠くない場所に現在の城館を建設し始めた。1577年に大部分が完成した。1580年には、オベーレ通りに面して十分の一税役所が設けられた。街の風景を形成している印象的な領主館は、1584年から1588年にハーメルンの建築家エーバーハルト・ヴィルケニングの設計に基づいて建設された。この建物は、3本の隅櫓をもつ3階建ての建物である。中庭に面した側には多角形の階段塔と大きな出窓がある。化粧漆喰の外装は削ぎ彫りやボセージで豊かに装飾されている。これはヴェーザー地域で初めて現れたものである。内部は1879年から1890年の改築で大きく様変わりした。領主館の屋根は元々、ゾリングさんで産出する濃い茶色の砂岩プレートで造られていた。これは、この地域ではかつて屋根葺きの素材としてしばしば用いられていたものであった。屋根は、19世紀になって初めて赤い瓦で葺かれた。この城館は、1952年にハンス・デッペ監督の劇映画「Ferien vom Ich」の舞台となった。
市庁舎は、1603年に建造され1906年に消失した先代の木組み建築を思い起こさせる様式で、1907年に建設された。出窓を含む張り出し部やベル型の破風をもつ変化に富んだ形状のこの建物は、歴史主義建築の様式を示している。

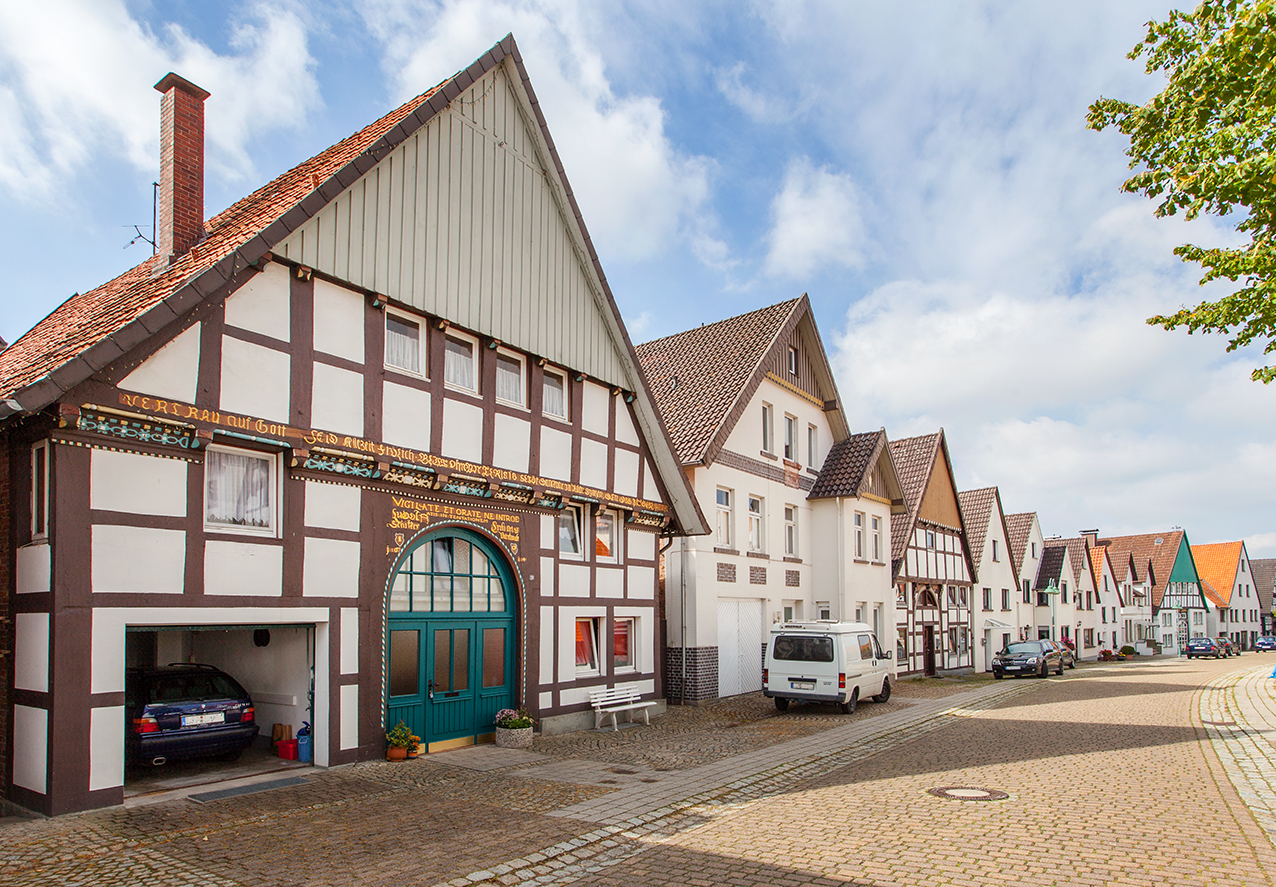
ウンテーレ通りに建ち並ぶ木組み建築

街の中心部には、16世紀から18世紀に建設された多くの木組み建築が遺されている。最初は、おそらく手工業者の住居として建てられたこれらの建物は、20世紀になってもなお、通り全体を特徴付けている。ただし、多くの建物はやがて改築によって原型が損なわれ、あるいは完全に取り壊されて新しい建物に置き換えられた。1858年の、特に街の東半分に打撃を与えた大火の後、木組み工法によらないトラウフェンハウスの建設も増加した。1972年に、1616年建造のこの町で最も古い建造物の一つであったウンテーレ通り 39番地の家が取り壊された。それ以前の1955年にはすでに、老朽化が明らかで長年放置されていた建物が取り壊され、その後、デトモルトのヴェストファーレン野外博物館に移築再建された。
本市に現存する、おそらく最も古い建物は、ウンテーレ通り 33番地の建物で、銘によれば1596年に建設された。また、1614年に建設されたウンテーレ通り 29番地の建物も最も古いクラスの建物の一つで、豊かな彫刻を施された Füllbretter を見せている。クナッゲ（張り出した上階を支える斜めの柱）の上に破風が張り出しているミッテル通り 55番地の建物は三十年戦争の時代から建っている。この建物には1646年を記されており、1671年に建設されたウンテーレ通り 51番地の建物と同様に 張り出した玄関を有している。後者はさらに彫像をも備えている。他に特筆すべきは、ミッテル通り 57番地（1661年建造）、ミッテル通り 45番地とウンテーレ通り 53番地（ともに17世紀建造）の建物である。建築史の視点から特に興味深いのがミッテル通り 37番地の建物である。この建物は、3つの異なる部分で構成されている。19世紀のトラウフハウスの前棟に、おそらく16世紀に建設された短い部分が接続している。これは、1858年の火災で失われた古い建物の焼け残った部分である。この最も古い中核部分に18世紀後期に建設された大きな後棟が続く。大火の翌年、1859年にウンテーレ通り 7番地の建物が建設された。この建物は、その重厚な外壁と対照的に、古い伝統様式を完全に遺している。内壁も破風同様に木組み工法で造られている。
- ウンテーレ通り 33 番地
- ウンテーレ通り 29番地
- ミッテル通り 55番地
- ウンテーレ通り 51番地
- ミッテル通り 45番地
- ミッテル通り 37番地
- ウンテーレ通り 7番地

### 公園
バルントルプにはグートパーク・メンヒスホーフがあるが、一般公開されていない。この歴史的な景観庭園は、広さ 4 ha 以上で1764年に建造された農家を取り囲んでいる。園内には数多くの19世紀の樹木があるが、庭園の大部分は牧草地として利用されている。
広さ 1.5 ha のバルントルプ城館庭園は私有地であり、一般に公開されていない。ただし、中庭は入ることができ、ここから庭園をのぞき込むことは可能である。この庭園は、城館とともに16世紀後期に造営された。1990年代の終わりに、古木の一部を病気のために伐採しなければならなかった。庭園所有者は、溜め池システムにより、他の樹木が枯死する前に救出することができた。
アルファーディッセン城館庭園は、ノルトライン＝ヴェストファーレン州の所有であり、一般に公開されている。広さ 1.5 ha のこの庭園は、おそらく 17世紀に造営された。古い立木は 19世紀に植えられたものであり、多くの地面は緑地に改造されている。

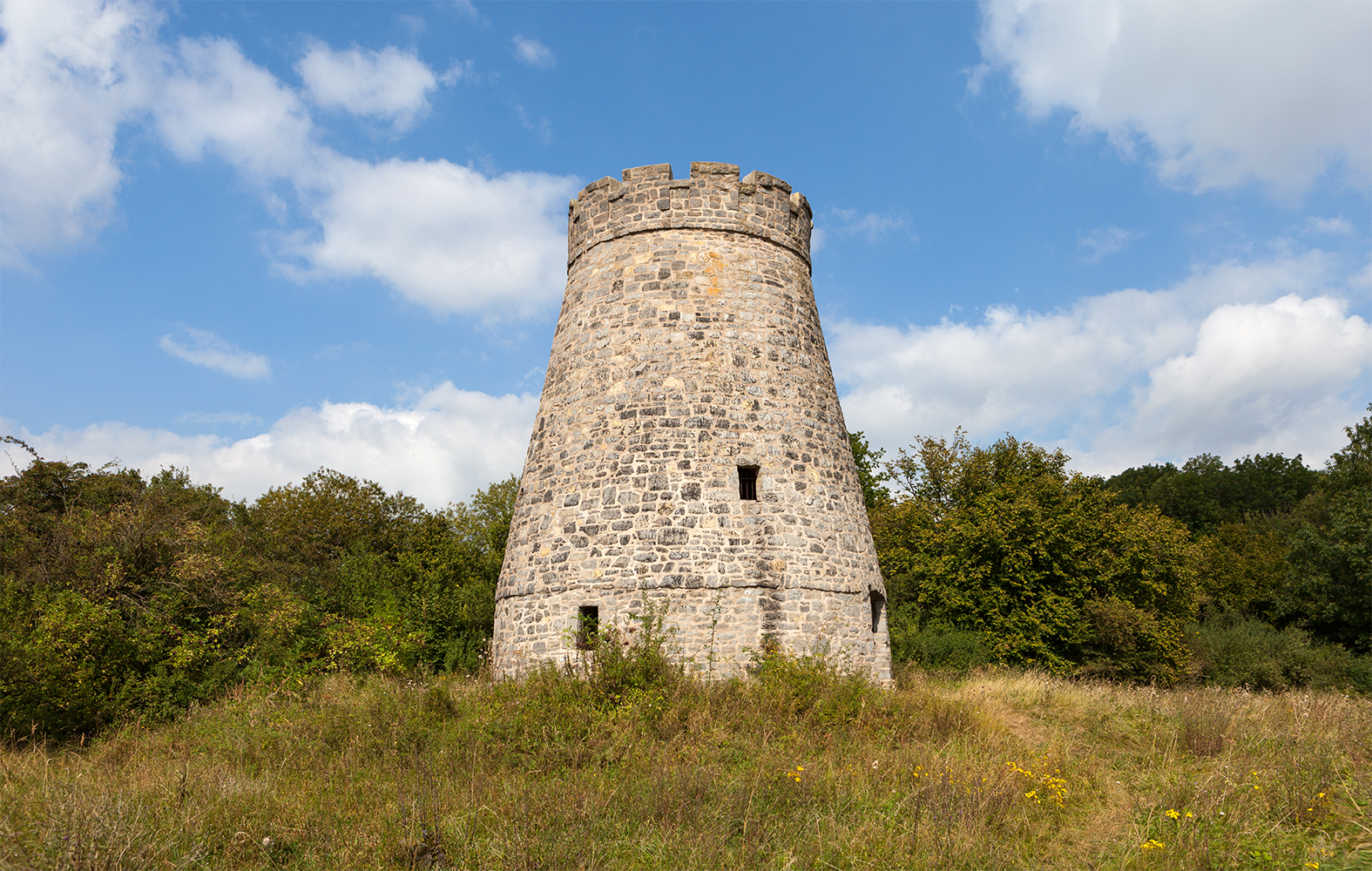
ミューレントゥルムのビオトープ複合体

### 自然文化財
バルントルプには、5つの自然保護地区がある。ゾンネンボルナー高地とクナップベルク、ベーガタール、ブロムベルク近郊の森、エクスター川の谷の薮や緑地の複合体と、ミューレントゥルムのビオトープ複合体がそれである。合計、1,140 ha が自然保護の管理下にある。

### スポーツ
バルントルプには、3つの総合スポーツクラブ、3つの射撃クラブ、DLRG（水難救助隊）地区グループ、テニスクラブ、チェスクラブ、リハビリテーション・スポーツクラブが1つずつある。ほとんどのスポーツクラブは、市スポーツ連盟の下で組織されている。
バルントルプの屋外プールは、50 m 水槽と大きな日光浴広場を有している。学校センターには、芝生運動場、100 m 走レーン、幅跳び施設や砲丸投げ施設を有するスポーツ施設がある。ヴァルトシュターディオンは、ハードコーティングの競技場を持ち、1997年に芝生広場が増設された。また、更衣室やシャワー室がある。
サッカークラブの RSV バルントルプは、2007/2008年シーズンにベツィルクスリーガのシュタッフェル 3 で優勝し、ランデスリーガに昇格し、2008/2009年シーズンはランデスリーガシュタッフェル 1 でプレイした。
RSV バルントルプの女子サッカーチームは、2012年にベツィルクスリーガで優勝し、地方サッカーから飛躍した最初の女子チームとなった。

### 年中行事
バルントルプでは、毎年 9月に教会開基祭を伴う市祭が開催される。アドヴェントの時期にはクリスマスマーケットが開かれる。

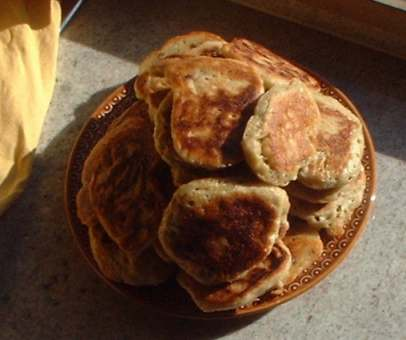
リッピシャー・ピッケルト

### 名物料理、食材
酵母、小麦、ジャガイモで作られた生地に、レーズンを入れてフライパンで焼いた小さな菓子リッピシャー・ピッケルトがある。このピッケルトは温められ、有塩バター、テンサイのシロップ、マーマレード、あるいはレバーペーストなどを塗って食べられる。

## 経済と社会資本

### 交通
連邦道 B1号線がバルントルプ東部を通っており、本市を連邦道網に結びつけている。バルントルプで、B1号線から B66号線（しばしば冗談でルート66と呼ばれる）が発しており、レムゴーやラーゲを経由してビーレフェルトに至る。
リンテルンに至るエクスタータール通りは、エクスター川の谷を、エクスタータール鉄道のすぐ隣を走っている。
地域バス路線 700系統レムゴー – バート・ピルモントおよび 772系統 ブロムベルク – バート・マインベルク – デトモルト行きがバルントルプと鉄道駅を結んでいる。912系統は平日に支線を通ってデトモルト方面へ運行している。本市は、運賃同盟「デア・ゼクサー」（OWL交通 GmbH）に属している。

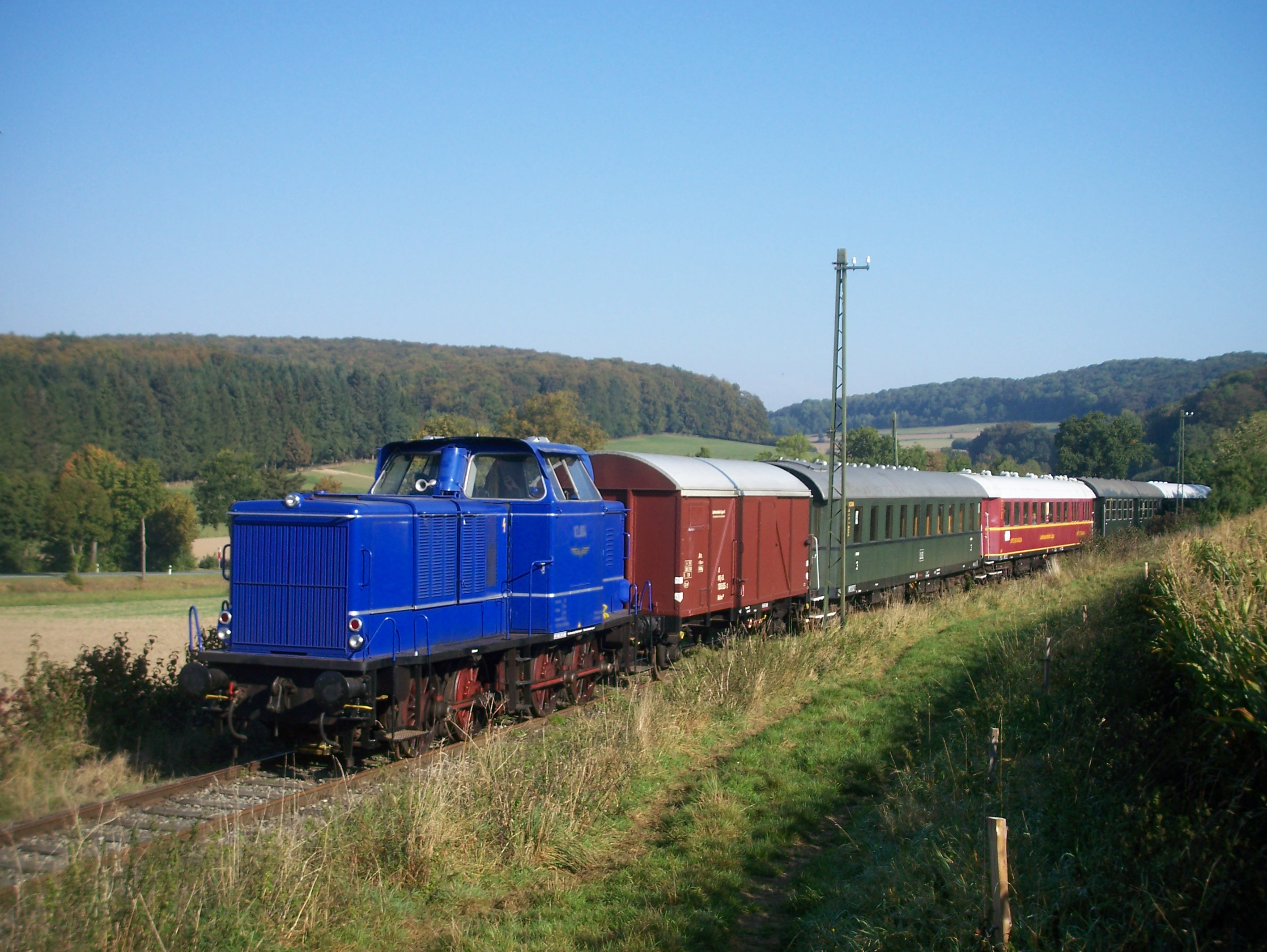
ベーガタール鉄道を走る保存鉄道

最寄りの駅は、ハノーファー – アルテンベーケン線のシーダー駅、またはビーレフェルトへ行くベーガタール鉄道のレムゴー＝リュットフェルト駅、ヘルフォルト – アルテンベーケン線のホルン＝バート・マインベルク駅である。
バルントルプには、エクスタータール鉄道の始点、ベーガタール鉄道の終点駅がある。両路線では、時折、リッペ地方鉄道e.V. によって保存鉄道の運行がなされている。
最寄りの国際空港は、パーダーボルン/リップシュタット空港である。

### メディア
リッペ郡で発行されている唯一の日刊紙が、リッペシェ・ランデス＝ツァイトゥングである。リッペシェ・ルントシャウは、2003年末に廃刊となった。ラジオ・リッペは、リッペ郡からのローカル番組を放送している。西ドイツ放送のスタジオ・ビーレフェルトはバルントルプを含むオストヴェストファーレン＝リッペを管轄しておりローカルテレビを放送している。

### 公共機関
バルントルプの浄水場は、かつて11あった水源のうち 7か所から年間 415,000 m3 の飲料水を供給している。合わせて 1,760 m3 を貯蔵できる高架水槽タンク5基がバッファーとして稼働している。2,500の分岐点を有する総延長 84.53 km の水道管が設けられているが、これは市の所有物である。
防火体制としては、アルファーディッセン消防隊、バルントルプ消防隊、ゾンネボルン消防隊からなる自衛消防団がある。市内全域を対象に後継者育成のための青年消防団が存在する。
公共図書館は、300 m2 に約 12,000点のメディアを所蔵し、借り出すことができる。貸出件数は年間約 4万件である。この図書館にはインターネットカフェが設けられている。

### 教育
2012年現在、本市には、基礎課程学校 1校、バントルプ＝デーレントルプ学校連合の本課程学校 1校、ギムナジウム 1校がある。本市の学校には合わせて 86人の教員と 1,244人の学生がいた。学生の 27.8 % が基礎課程学校、6.4 % が本課程学校、65.8 % がギムナジウムで学んでいた。
幼児教育に関しては、6園の幼稚園がある。4園は福音主義教会が、残りはドイツ赤十字社とヴェストファーレン子供村が運営している。
さらにバルントルプに分校を有する市民大学が成人教育の機会を提供している。

### 地元企業
バルントルプは、明らかに中規模の多様化した経済構造を示している。就業者数の見地から重要な産業分野は加工業で、約900人、すなわち社会保険支払い義務のある労働者の 42.7 % がこの分野に従事している。リッペ郡の平均は 8.5 % である。これに次ぐ職種が教育関係で、21.1 % が従事している（郡平均は 20.9 %）。バルントルプ最大の雇用主は、オートメーション工学の企業カール・エルンスト・ブリンクマン GmbH (KEB) 社で、世界中で 1,000人を超える従業員を擁している。

## 人物

### 出身者
- ハインリヒ・マイボム（ドイツ語版）（1555年 - 1625年）歴史家、詩人
- ルートヴィヒ・デッペ（ドイツ語版）（1828年 - 1890年）作曲家、指揮者、ピアノ教師

## 引用
1. ↑  Bevölkerung der Gemeinden Nordrhein-Westfalens am 31. Dezember 2023 – Fortschreibung des Bevölkerungsstandes auf Basis des Zensus vom 9. Mai 2011
2. ↑  Max Mangold, ed (2005). Duden, Aussprachewörterbuch (6 ed.). Dudenverl. p. 187. ISBN 978-3-411-04066-7
3. ↑  Geologischer Dienst NRW: Geowissenschaftliche Gemeindebeschreibungen NRW: Barntrup（2014年5月31日 閲覧）
4. ↑  Geologischer Dienst NRW: Erdwärme nutzen: Geothermiestudie liefert Planungsgrundlage Archived 2005年9月14日, at the Wayback Machine.（2014年5月31日 閲覧）
5. 1 2  ノルトライン＝ヴェストファーレン州データ管理・統計局: Kommunalprofil Barntrup, Stadt.（2014年5月31日 閲覧）
6. ↑  Stadt Barntrup Informiert（2014年5月31日 閲覧）
7. ↑  Klimadaten - online - frei（2014年5月10日 閲覧）
8. ↑  Louis Knese: Zauberwahn und Hexenprozesse in Barntrup, hrsg. vom Lippischen Heimatbund und der Stadt Barntrup, Detmold 1977, pp. 8 - .
9. ↑  Martin Bünermann: Die Gemeinden des ersten Neugliederungsprogramms in Nordrhein-Westfalen. Deutscher Gemeindeverlag, Köln 1970, p. 66.
10. ↑  Martin Bünermann, Heinz Köstering: Die Gemeinden und Kreise nach der kommunalen Gebietsreform in Nordrhein-Westfalen. Deutscher Gemeindeverlag, Köln 1975, ISBN 3-555-30092-X.
11. ↑  州データ管理・統計局: Schüler an allgemein bildenden Schulen in NRW nach der Religionszugehörigkeit.
12. ↑  Landesdatenbank NRW（2014年6月1日 閲覧）
13. ↑  Bertelsmann Stiftung: Bevölkerungsprognose - Barntrup - Gesamtbevölkerungsent（2014年6月1日 閲覧）
14. ↑  2009年8月30日の市議会議員選挙結果（2014年6月1日 閲覧）
15. ↑  “Bürgermeisterwahl Stadt Barntrup 13.09.2020”. 2022年10月28日閲覧。
16. ↑  Städtisches Gymnasium Barntrup: Europaschule（2014年6月1日 閲覧）
17. ↑  Städtisches Gymnasium Barntrup: Gold für den Oberstufenchor（2014年6月1日 閲覧）
18. ↑  Barntrup: Musikschule（2014年6月1日 閲覧）
19. ↑  Dedo von Kerßenbrock-Krosigk: Schloss Barntrup. Lippischer Heimatbund, Detmold 2009, ISBN 978-3-941726-09-3, pp. 27–28.
20. ↑  Näheres zu diesem Haus in: Stefan Baumeier: Westfälische Bauernhäuser. Vor Bagger und Raupe gerettet. 2. Auflage. Westfalen-Verlag, Bielefeld 1983, ISBN 3-88918-005-1, pp. 74–75.
21. ↑  Landschaftsverband Westfalen-Lippe: Gutspark Mönchshof（2014年6月5日 閲覧）
22. ↑  Landschaftsverband Westfalen-Lippe: Schlosspark Barntrup（2014年6月5日 閲覧）
23. ↑  Landschaftsverband Westfalen-Lippe: Schlosspark Alverdissen（2014年6月5日 閲覧）
24. ↑  Landeseisenbahn Lippe e.V.（2014年6月5日 閲覧）
25. ↑  Lippische Landes-Zeitung（2014年6月5日 閲覧）
26. ↑  KEB（2014年6月5日 閲覧）